# Sophonia bilineara
Sophonia bilineara är en insektsart som beskrevs av Li och Chen 1999. Sophonia bilineara ingår i släktet Sophonia och familjen dvärgstritar. Inga underarter finns listade i Catalogue of Life.